# Miřetín
Miřetín je vesnice, část města Proseč v okrese Chrudim. Nachází se asi 5 km na západ od Proseče. V roce 2009 zde bylo evidováno 69 adres. V roce 2001 zde trvale žilo 124 obyvatel.
Nachází se v něm evangelický hřbitov.
Miřetín je také název katastrálního území o rozloze 3,16 km2.

## Další fotografie

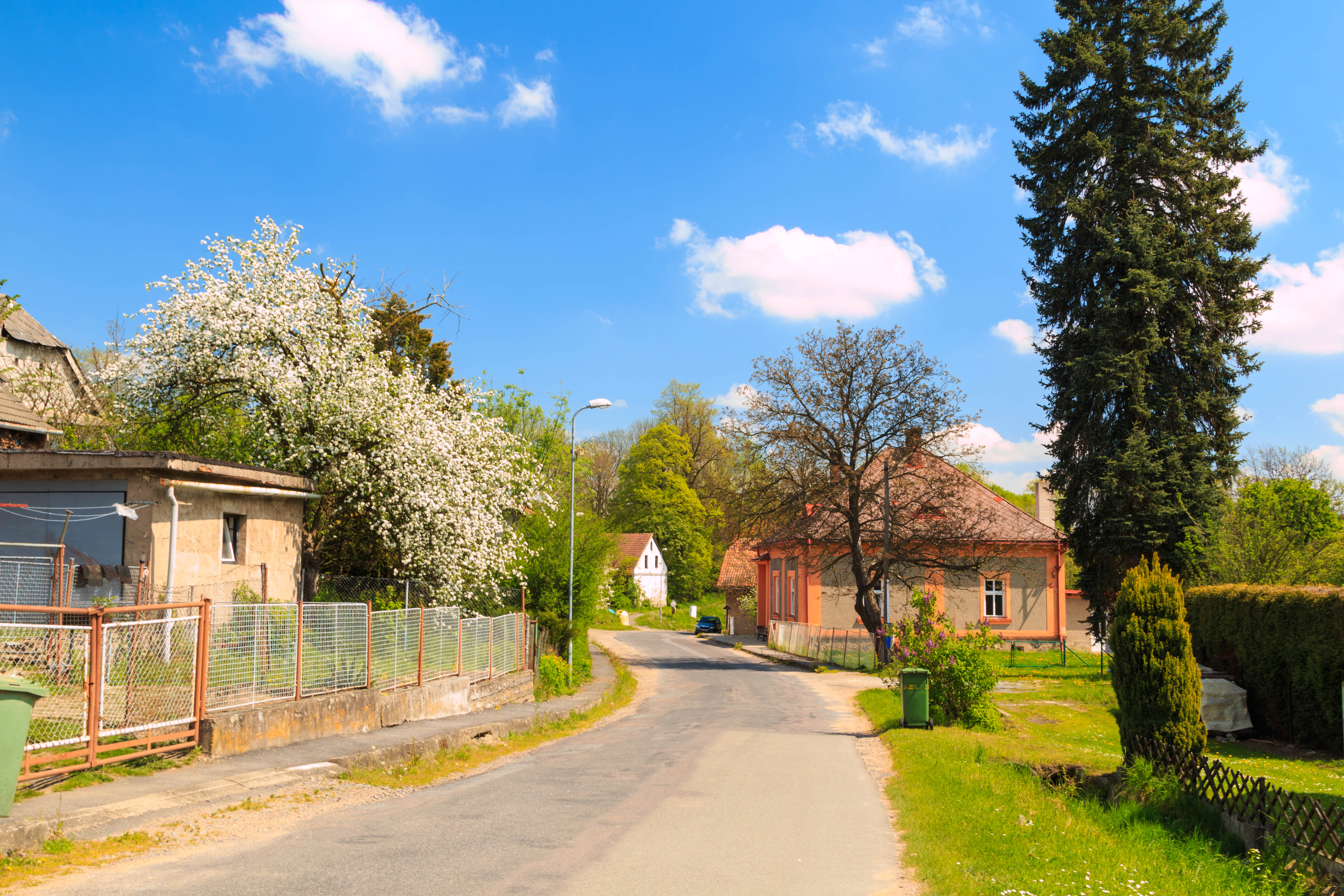
Hlavní silnice
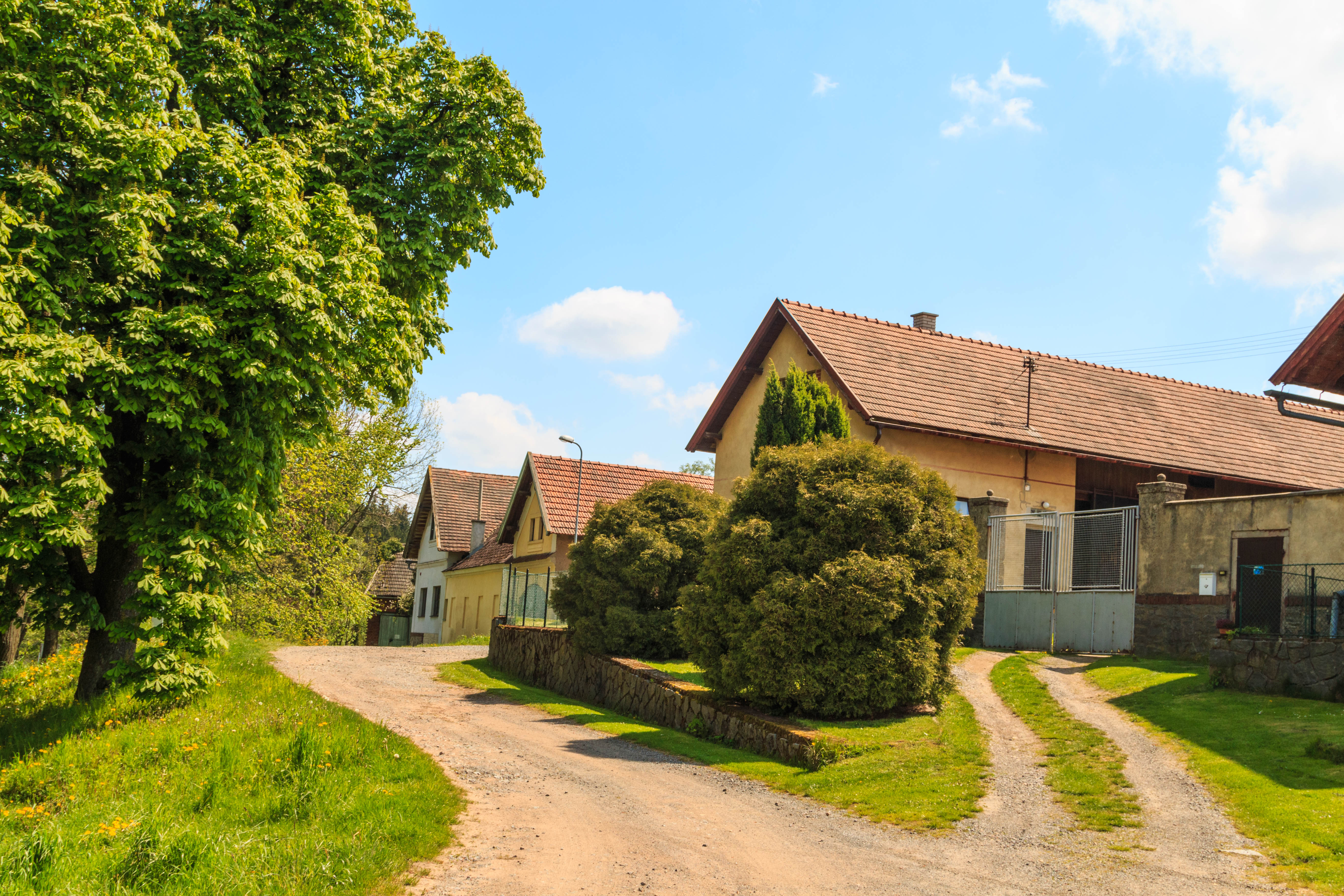
Dům čp. 21
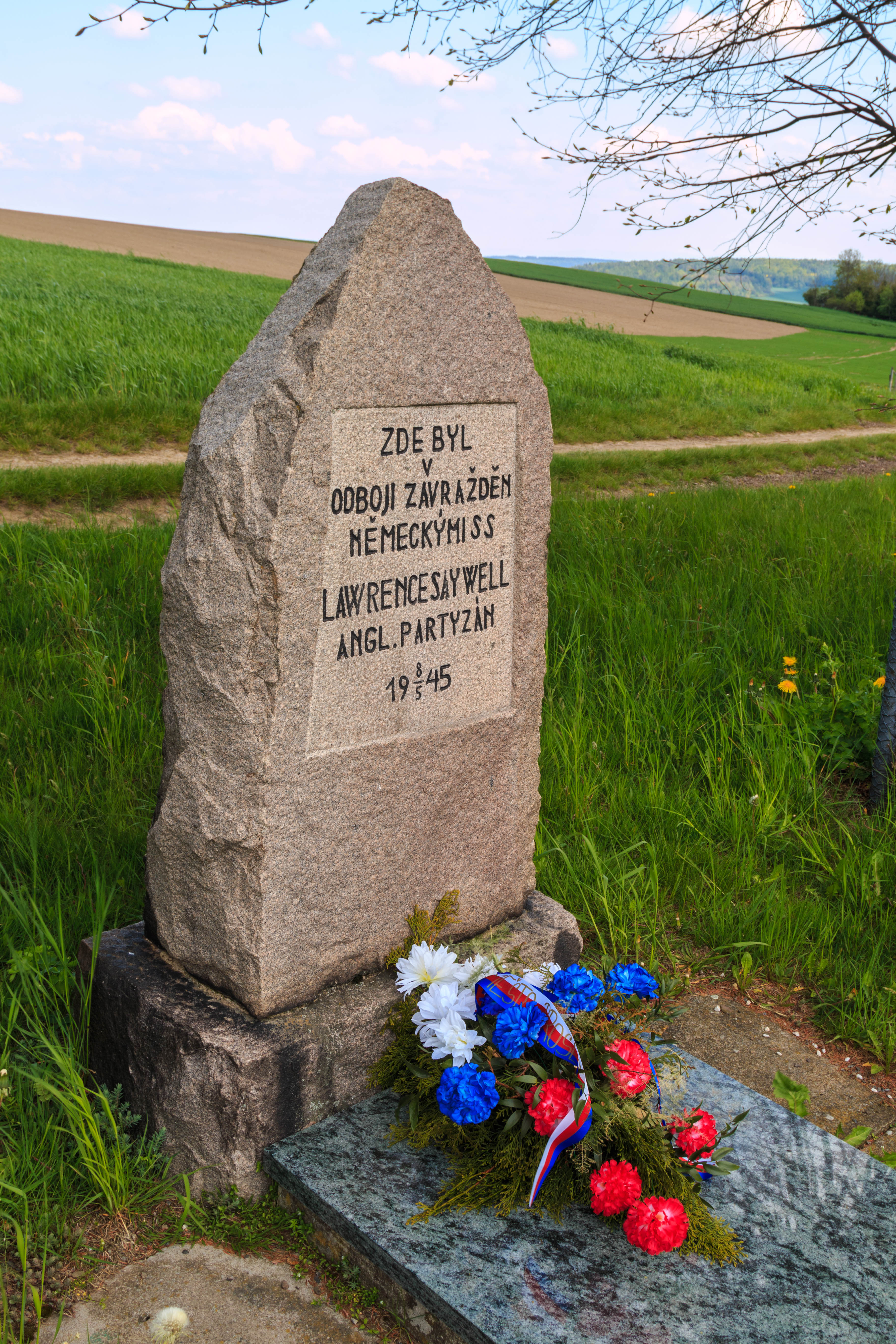
Pomník Australský partyzán "Private SAYWELL, Lawrence Phillip" NX6461